# فولتير
فرانسوا ماري آروويه (بالفرنسية: François-Marie Arouet) ويُعرف باسم شهرته فولتير (بالفرنسية: Voltaire). ‏ (21 نوفمبر 1694 – 30 مايو 1778 م) هو كاتب وفيلسوف فرنسي عـاش خلال عصر التنوير. عُرف بنقده الساخر، وذاع صيته بسبب سخريته الفلسفية الطريفة ودفاعه عن الحريات المدنية خاصة حرية العقيدة والمساواة وكرامة الإنسان.
كان فولتير كاتباً غزير الإنتاج قام بكتابة أعمال في كل الأشكال الأدبية تقريباً؛ فقد كتب المسرحيات والشعر والروايات والمقالات والأعمال التاريخية والعلمية وأكثر من عشرين ألفًا من الخطابات، وكذلك أكثر من ألفين من الكتب والمنشورات. من أشهر آثاره: «رسائل فلسفية» (1734)، و«زاديغ» أو «صادق» (1747) وقد نقلها إلى العربية طه حسين، تحت اسم «القَدَر»، و«كانديد» (أو الساذج) (1759)، و «المعجم الفلسفي» (1764).
وقد كان فولتير مدافعاً صريحاً عن الإصلاح الاجتماعي على الرغم من وجود قوانين الرقابة الصارمة والعقوبات القاسية التي كان يتم تطبيقها على كل من يقوم بخرق هذه القوانين. وباعتباره ممن برعوا في فن المجادلة والمناظرة الهجائية، فقد كان دائماً ما يحسن استغلال أعماله لانتقاد دوغمائيات الكنيسة الكاثوليكية والمؤسسات الاجتماعية الفرنسية الموجودة في عصره.
وكان فولتير واحداً من العديد من الشخصيات البارزة في عصر التنوير (إلى جانب كل من مونتسكيو وجون لوك وتوماس هوبز وجان جاك روسو) حيث تركت أعماله وأفكاره بصمتها الواضحة على مفكرين مهمين تنتمي أفكارهم للثورة الأمريكية والثورة الفرنسية.

## سيرة حياته

### سنواته المبكرة في دنيا الأدب
ولد فرانسوا ماري أرويه في باريس، وكان الأخ الأصغر لخمسة من الأطفال والطفل الوحيد الذي عاش منهم - ولدوا لوالده الذي كان يدعى فرانسوا أرويه - الذي ولد في عام 1650 أو عام 1651 وتوفي في يناير من عام 1722. وكان يعمل موثقاً عاماً وموظفاً رسمياً صغيراً في وزارة المالية. وكانت والدته هي ماري مارجريت دومارت (التي امتدت حياتها تقريباً منذ عام 1660 وحتى 13 من شهر يوليو عام 1701)، وكانت تنحدر من أصول نبيلة تنتمي لمقاطعة بواتو. وتلقى فولتير تعليمه في إحدى مدارس اليسوعيين؛ وهي مدرسة لويس الكبير (في الفترة ما بين عامي 1704 و1711) حيث تعلم اللغة اللاتينية، كما أصبح في فترة لاحقة من حياته بارعاً في اللغتين الإسبانية والإنجليزية.
وعندما أنهى فولتير دراسته، كان قد عقد العزم على أن يصبح كاتباً بالرغم من أن والده كان يريد أن يصبح ابنه محامياً. ولكن فولتير الذي تظاهر بأنه يعمل في باريس في مهنة مساعد محامِ، فيما كان يقضي معظم وقته في كتابة الشعر الهجائي. وعندما اكتشف والده الأمر أرسله لدراسة القانون؛ ولكن هذه المرة في المقاطعات الفرنسية البعيدة عن العاصمة. ولكن فولتير استمر في كتابة المقالات والدراسات التاريخية التي لم تتصف دائماً بالدقة على الرغم من أن معظمها كان دقيقاً بالفعل. وأكسبه الظرف الذي كانت شخصيته تتصف به شعبية في دوائر العائلات الأرستقراطية التي كان يختلط بها. واستطاع والد فولتير أن يحصل لابنه على وظيفة سكرتير السفير الفرنسي في الجمهورية الهولندية حيث وقع فولتير في هوى لاجئة فرنسية تدعى كاثرين أوليمب دانوير. ونجح والد فولتير في إحباط محاولتهما للفرار معاً والتي ألحقت الخزي به، وتم إجبار فولتير على العودة إلى فرنسا مرةً أخرى.
ودارت معظم السنوات الأولى من حياة فولتير في فلك واحد وهو باريس. ومنذ تلك السنوات المبكرة - وما تلاها من سنوات عمره - دخل فولتير في مشكلات مع السلطات بسبب هجومه المتحمس على الحكومة وعلى الكنيسة الكاثوليكية. وقد أدت به هذه الأنشطة إلى تعرضه للسجن والنفي لمرات عديدة. وفي عام 1717 - وفي بداية العشرينات من عمر فولتير - اشترك في المؤامرة المعروفة تاريخياً باسم مؤامرة تشلاماري (بالإنجليزية: Cellamare conspiracy) والتي تزعمها الكاردينال جوليو ألبيروني ضد دوق أورليان فيليب الثاني والذي كان وصياً على عرش ملك فرنسا الصغير لويس الخامس عشر (وكان الهدف من المؤامرة نقل وصاية العرش إلى ابن عم فيليب الثاني، وعم الملك الصغير - فيليب الخامس ملك إسبانيا). وبحجة كتابته لبعض الأشعار الهجائية عن الأرستقراطية، والتي كان منها ما تعرض لشخص الوصي على العرش، تم الحكم على فولتير بالسجن في سجن الباستيل لمدة أحد عشر شهراً. وفي فترة سجنه في الباستيل، قام بكتابة أول أعماله المسرحية - أوديب Œdipe. وكان نجاح هذه المسرحية هو أول ركائز شهرته الأدبية.

### أسباب اختياره لاسم فولتير
اتخذ الكاتب اسم «فولتير» عام 1718 بعد خروجه من سجن الباستيل. أصل هذا الاسم غامض. فهو يشكل نوعاً من الجناس التصحيفي لكلمة AROVET LI ؛ وهي الطريقة التي يتم بها تهجئة لقبه Arouet باللغة اللاتينية مضافاً إليها الحروف الأولى من اللقب «الأصغر» (بالفرنسية: le jeune). أما الرواية العائلية المتوارثة بين أحفاد أخته فتقول بأنه كان يلقب في طفولته «المثابر الصغير» le petit volontaire وما اسم فولتير إلا تنويع ابتكره لإحياء هذا اللقب. كما أن الاسم يطابق الترتيب العكسي لمقطعي كلمة Airvault وهو اسم القرية التي تنحدر منها عائلته في مقاطعة بواتو. ويعتبر الكثيرون أن اتخاذه لاسم «فولتير» الذي جاء بعد الفترة التي تم فيها احتجازه في سجن الباستيل علامة على انفصاله الرسمي عن عائلته وماضيه.
ويؤيد المؤلف والباحث البريطاني في السير الذاتية لأعلام الحركة الرومانسية في بريطانيا وفرنسا ريتشارد هولمز هذا الرأي عن مصدر اشتقاق الاسم، ولكنه يضيف إن كاتبًا مثل فولتير قد اتخذ هذا الاسم أيضًا لما له من معنى ضمني يوحي بالسرعة والجرأة. هذا المعنى الذي يأتي من اقتران الاسم بكلمات مثل: voltige (الألعاب البهلوانية التي يتم أداؤها على أرجوحة البهلوان أو الحصان)، وvolte-face (الالتفاف لمواجهة الأعداء)، وvolatile (وهي الكلمة التي تشير أساساً إلى أحد المخلوقات المجنحة). ولم يكن لقب "Arouet" اسمًا من أسماء النبلاء ليناسب شهرته التي كانت قد بدأت في التزايد خاصةً وأن للاسم صداه في كلمات مثل: à rouer (الجلد بالسوط) وroué (بمعنى الفاسق).

### إنجلترا
وكانت الاستعداد الشخصي - الذي ذاع بسببه صيت فولتير في عصرنا الحالي بين جمهور القراء - لحسن استخدام حضور البديهة النقدية التي كان يتمتع بها والتي كانت تتميز بالسرعة وحدة النظر والصرامة والطرافة هي ما جعلت من فولتير شخصية غير محبوبة بين الكثيرين من معاصريه؛ بما في ذلك الكثيرين ممن ينتمون للطبقة الأرستقراطية الفرنسية. وكانت ردود فولتير اللاذعة مسؤولة عن فترة المنفى التي خرج بمقتضاها من فرنسا ليستقر في إنجلترا.
وبعد أن قام فولتير بإهانة النبيل الفرنسي الشاب - كافلييه دي روهان - في وقت متأخر من عام 1725، استطاعت أسرة روهان الأرستقراطية أن تحصل على lettre de cachet - وهو مرسوم موقع من ملك فرنسا (وكان الملك هو لويس الخامس عشر في عصر فولتير) يتضمن عقاب استبدادي لأحد الأشخاص، ولا يمكن استئناف الحكم الذي جاء فيه. وهو نوع من الوثائق التي كان يشتريها أفراد طبقة النبلاء الأثرياء للتخلص من أعدائهم غير المرغوب فيهم. واستخدمت أسرة روهان هذه الضمانة في بداية الأمر للزج بفولتير في سجن الباستيل، ثم التخلص منه عن طريق النفي خارج البلاد دون أن يتعرض لمحاكمة أو يسمح له بالدفاع عن نفسه. وتعتبر هذه الواقعة علامة بارزة في تاريخ بدء محاولات فولتير لتطوير نظام القضاء الفرنسي.
واستمر نفي فولتير إلى إنجلترا لمدة عامين، وتركت التجارب التي مر بها هناك أكبر أثر في العديد من أفكاره. وتأثر فولتير الشاب بالنظام البريطاني الملكي الدستوري مقارنةً بالنظام الفرنسي الملكي المطلق، وكذلك بدعم الدولة لحرية التعبير عن الرأي وحرية العقيدة. كذلك، تأثر فولتير بالعديد من كتاب عصره الذين ينتمون للمدرسة الكلاسيكية الحديثة، وزاد اهتمامه بالأدب الإنجليزي الأقدم عمرًا - خاصةً أعمال شكسبير - التي لم تكن قد نالت قدرًا كبيرًا من الشهرة في أوروبا القارية في ذلك الوقت. وبالرغم من إعلانه اختلافه مع قواعد المدرسة الكلاسيكية الحديثة، فقد رأى فولتير أن شكسبير يعتبر من النماذج التي يجب أن يقتدي بها الكتاب الفرنسيون لأن الدراما الفرنسية بالرغم من كونها تتميز بالجمال أكثر من الدراما الإنجليزية، فإنها تفتقر للحيوية على خشبة المسرح. وفي وقت لاحق - وبالرغم من أن تأثير أعمال شكسبير قد بدأ يتزايد على الأدب الفرنسي - فقد حاول فولتير أن يضع نموذجًا يتعارض مع مسرحيات شكسبير يشجب فيه ما اعتبره همجية من جانبه.
وبعد قضائه قرابت الثلاث سنوات في المنفى، عاد فولتير إلى باريس وقام بنشر آرائه حول الموقف البريطاني من الحكومة ومن الأدب ومن العقيدة في صورة مجموعة من المقالات التي تأخذ شكل الخطابات بعنوان  Lettres philosophiques sur les Anglais (Philosophical letters on the English) ولأن فولتير قد اعتبر أن الملكية الدستورية البريطانية أكثر تقدمًا واحترامًا لحقوق الإنسان (خاصةً في الجانب الذي يتعلق بالتسامح الديني) من نظيرتها الفرنسية، فلقد لاقت هذه الخطابات اعتراضات كبيرة في فرنسا لدرجة القيام بإحراق النسخ الخاصة بهذا العمل وإجبار فولتير مرةً أخرى على مغادرة فرنسا.

### Château de Cirey (قصر سيراي الريفي)

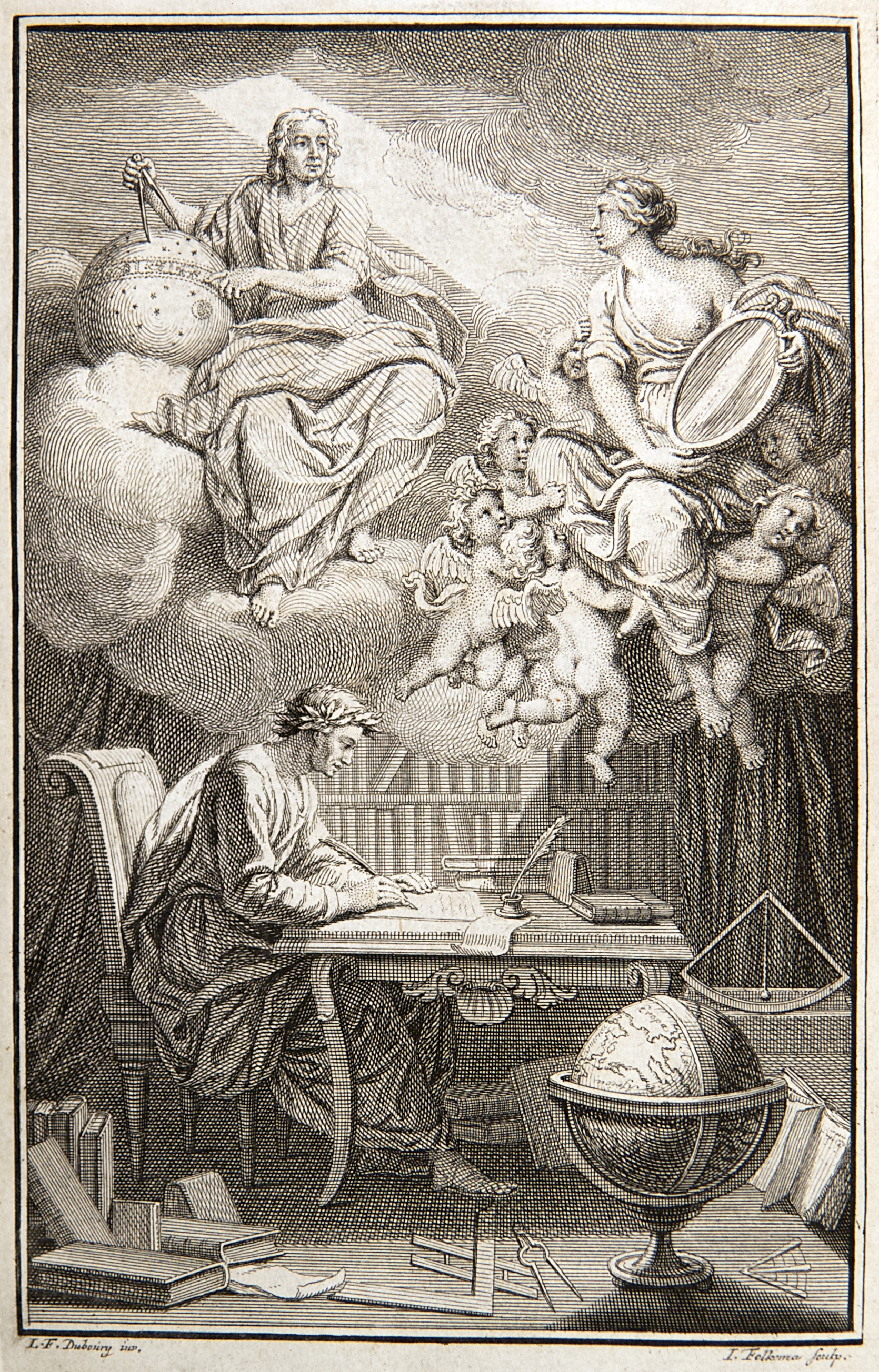
في واجهة كتاب فولتير بعنوان فلسفة نيوتن - والذي تظهر فيه ايميلي دو شاتولييه في صورة ملهمة فولتير التي تعكس أفكار نيوتن السماوية إلى فولتير

وجهة فولتير التالية هي Château de Cirey (قصر سيراي الريفي) الموجود على الحدود بين المقاطعتين الفرنسيتين شامباين ولورين. وأعاد فولتير تجديد المبنى على نفقته الخاصة، ومن هناك بدأ علاقته بالماركيزة دو شاتولييه، والمعروفة باسم جابرييل اميلي لو تونيلييه دي بريتويل (والتي أطلقت على نفسها اسم اميلي دو شاتولييه). وكان قصر سيراي ملكًا لزوج الماركيزة - الماركيز فلورنت-كلود دو شاتولييه - الذي كان أحيانًا يزور زوجته وعشيقها في القصر الريفي. وكان لهذه العلاقة التي استمرت لمدة خمسة عشر عامًا تأثيرها الفكري المهم على حياة فولتير. فقد جمع فولتير بمساعدة الماركيزة واحد وعشرين ألفًا من الكتب؛ ويعتبر هذا العدد عددًا هائلاً من الكتب في ذلك الوقت. وقد قاما معًا بدراسة هذه الكتب، وكذلك بالقيام بتجارب خاصة بالعلوم المعروفة باسم العلوم الطبيعية في المعمل الخاص بفولتير. وتضمنت تجارب فولتير محاولة منه لتحديد خصائص النار.
وبعد أن تعلم فولتير الدرس من مناوشاته السابقة مع السلطات، بدأ فولتير الأسلوب الذي استمر في استخدامه لبقية حياته بالابتعاد عن كل ما يسبب له الأذى الشخصي والتخلص من أية مسؤولية قد تعرضه للخطر. وواصل فولتير كتاباته، وقام بنشر بعضًا من مسرحياته مثل Mérope بالإضافة إلى بعض القصص القصيرة. ومرةً أخرى، يمكن اعتبار السنوات التي قضاها فولتير في منفاه في بريطانيا مصدرًا للإلهام من خلال تأثره القوي بأعمال سير إسحاق نيوتن. وكان فولتير يؤمن بقوة بنظريات نيوتن؛ خاصةً تلك النظريات التي تتعلق بعلم البصريات (فقد أدى اكتشاف نيوتن لحقيقة أن الضوء الأبيض يتكون من كل ألوان الطيف إلى قيام فولتير بالعديد من التجارب المتعلقة بهذا الاكتشاف في سيراي). كذلك، أتى فولتير على ذكر قانون الجاذبية في أعماله (فقد ذكر قصة نيوتن مع التفاحة التي سقطت فوقه من شجرة في عمله المعروف باسم Essai sur la poésie épique أو Essay on Epic Poetry. وبالرغم من أن فولتير والماركيزة كانا شغوفين بالآراء الفلسفية الخاصة بعالم الرياضيات والفيلسوف الألماني جوتفريد لايبنز - الذي كان معاصرًا لنيوتن وخصمًا له - قد احتفظ الاثنان «بإيمانهما بأفكار نيوتن» وشكلت أعمال نيوتن وأفكاره ركيزة مهمة في نظرياتهما. وبالرغم من أن بعض الآراء كانت تعتقد أن الماركيزة «تميل إلى آراء لايبنز»، فقد كتبت هي: "je newtonise," وهي العبارة التي تعني «أنا أعمل وفق أفكار نيوتن» أو «أنا أؤمن بأفكار نيوتن». وربما يكون كتاب فولتير Eléments de la philosophie de Newton أو (The Elements of Newton's Philosophies) عملاً مشتركًا بينه وبين الماركيزة، وكان الهدف منه وصف الفروع الأخرى من أفكار نيوتن التي انبهرا بها بما في ذلك نظرية الجاذبية.
كذلك، قام فولتير والماركيزة بدراسة التاريخ؛ خاصة تاريخ الشعوب التي أسهمت في بناء الحضارة حتى الوقت الذي كانا يعيشان فيه. وكان المقال الثاني الذي كتبه فولتير باللغة الإنجليزية هو Essay upon the Civil Wars in France. وعندما عاد إلى فرنسا، كتب فولتير مقالاً يعرض السيرة الذاتية للملك تشارلز الثاني عشر؛ وهو المقال الذي يعتبر بداية لكتابات فولتير التي انتقد فيها التعصب والأديان المنشئة established religion. وقد جعله ذلك المقال مؤرخًا للبلاط الملكي. كذلك، عمل فولتير مع الماركيزة على دراسة الفلسفة؛ خاصةً الفلسفة الميتافيزيقية - ذلك الفرع من الفلسفة الذي كان يتعامل مع الأمور بعيدة المنال والتي لا يمكن إثباتها بطريقة مباشرة: كيفية الحياة وماهيتها، ووجود الله أو عدم وجوده، وما يشابه ذلك من موضوعات. وقام فولتير والماركيزة بتحليل الكتاب المقدس في محاولة لاكتشاف مدى صحة أفكاره في العصر الذي كانا يعيشان فيه. وانعكست آراء فولتير النقدية في إيمانه بوجوب فصل الكنيسة عن الدولة وكذلك بحرية العقيدة؛ وهي الأفكار التي كوّنها بعد الفترة التي قضاها في انجترا.

### القصر الصيفي Sanssouci

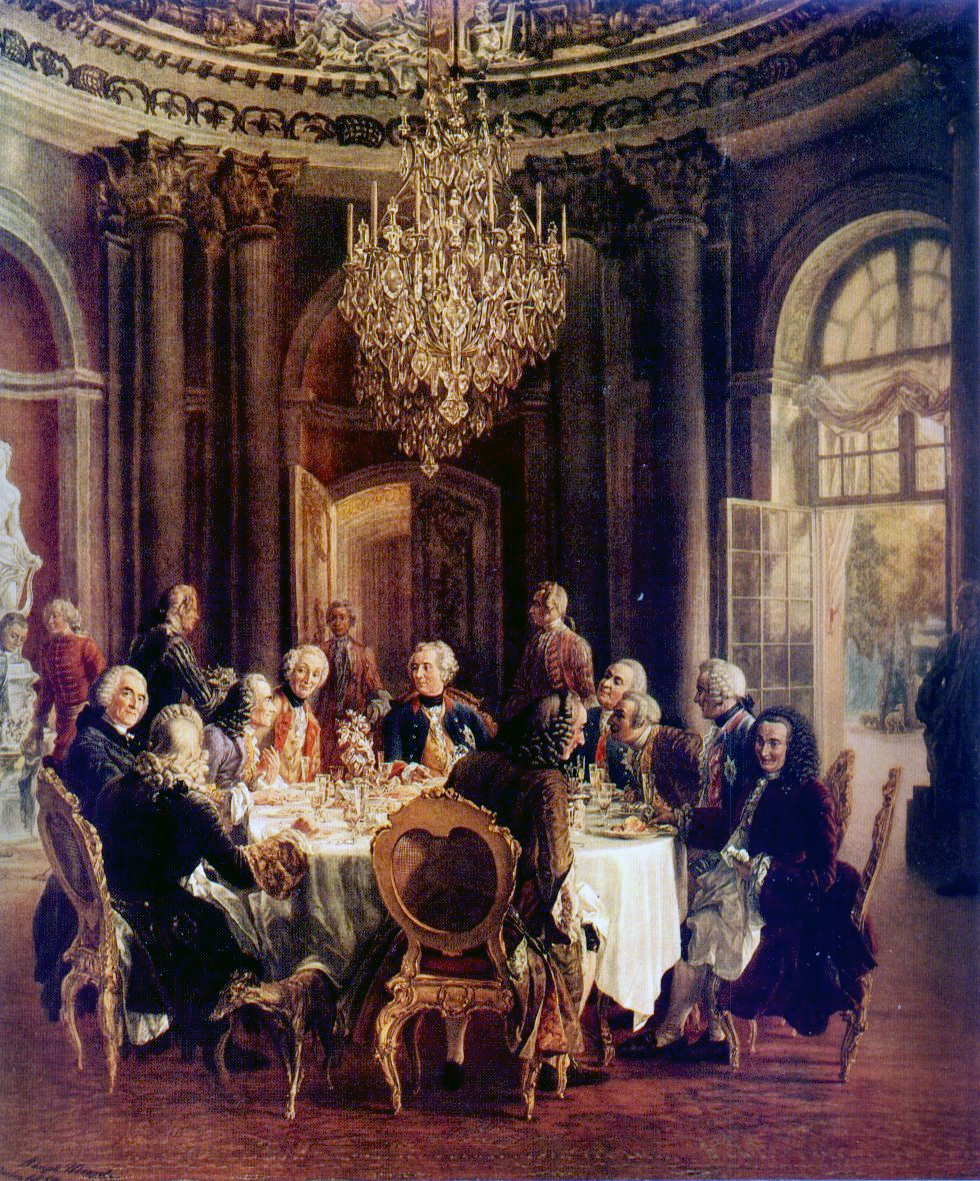
Die Tafelrunde التي قام بكتابتها أدولف فون مينتسلضيوف الملك فريدريك الأكبر - ملك بروسيا - في قاعة Marble Hall في القصر الريفي Sanssouci (ومن بين الحضور أعضاء الأكاديمية البروسية للعلوم وفولتير الذي يظهر في اللوحة جالسًا في المقعد الثالث من اليسار).وبعد

وفاة الماركيزة - أثناء الولادة - في سبتمبر من عام 1749، عاد فولتير لفترة قصيرة إلى باريس. وفي عام 1751، انتقل إلى مدينة بوتسدام ليعيش إلى جوار فريدريك الأكبر - ملك بروسيا - الذي كان صديقًا مقربًا منه ومعجبًا بأدبه. وقد قام الملك بدعوته بشكل متكرر إلى قصره، ثم منحه مرتبًا سنويًا يبلغ عشرين ألف فرانك. وبالرغم من أن أمور حياة فولتير كانت تسير على ما يرام في البداية - ففي عام 1752 كتب فولتير قصته القصيرة المعروفة باسم  Micromégas؛ والتي ربما تكون أول عمل من أعمال الخيال العلمي يصوّر سفراء من كوكب آخر يتعرفون على حماقات الجنس البشري - فقد بدأت علاقته بفريدريك الأكبر في التدهور وواجهتها بعض الصعوبات. فقد وجد فولتير نفسه أمام دعوة قضائية تم رفعها ضده وأمام نزاع مع الأديب والفيلسوف وعالم الرياضيات الفرنسي موبرتوي - الذي كان يشغل منصب رئيس أكاديمية برلين للعلوم - فكتب مقالته الهجائية Diatribe du docteur Akakia (Diatribe of Doctor Akakia) التي سخر فيها من موبرتوي. ولقد أدى هذا الأمر إلى غضب الملك فريدريك الذي أمر بإحراق كل نسخ العمل وإلقاء القبض على فولتير أثناء وجوده في نزل كان يقيم فيه في طريق عودته إلى وطنه.

### جينيف وفيورني
وتوجه فولتير صوب باريس، ولكن لويس الخامس عشر منعه من دخول المدينة. لذلك، قصد جينيف بدلاً منها واشترى بالقرب منها ضيعة كبيرة هي Les Délices. وبالرغم من أن المدينة قد استقبلته في بادئ الأمر بالحرية، فقد دفعه القانون المطبق في جينيف على غير رغبته - ذلك القانون الذي كان يحظر الأداء المسرحي وكذلك النشر لقصيدة فولتير الهجائية المعروفة باسم The Maid of Orleans  - إلى الانتقال في نهاية عام 1758 إلى خارج جينيف وعبور الحدود الفرنسية حتى وصل إلى فيورني التي اشترى فيها ضيعة أكبر. وألهمته هذه الظروف كتابة روايته القصيرة Candide,ou l'Optimisme (Candide, أو التفاؤل). ويبقى هذا العمل الهجائي الذي انتقد فيه فولتير فلسفة لايبنز التي تؤمن بالحتمية المتفائلة أكثر الأعمال التي اشتهر بها. وهكذا، استقر فولتير في فيورني معظم السنوات العشرين المتبقية في حياته ليستضيف بين الحين والآخر ضيوفًا بارزين من أمثال: جيمس بوزويل وجيوفاني كازانوفا وإدوارد جيبون. وفي عام 1764، نشر فولتير أكثر أعماله الفلسفية أهمية التي ينتقد فيه الكنيسة الرومانية الكاثوليكية وغيرها من المؤسسات وهو Dictionnaire Philosophique؛ ذلك العمل الذي تضمن سلسلة من المقالات التي تمت كتابة معظمها أصلاً من أجل وضعها في الموسوعة العامة الفرنسية التي تم نشرها في ذلك الوقت والمعروفة باسم Encyclopédie.

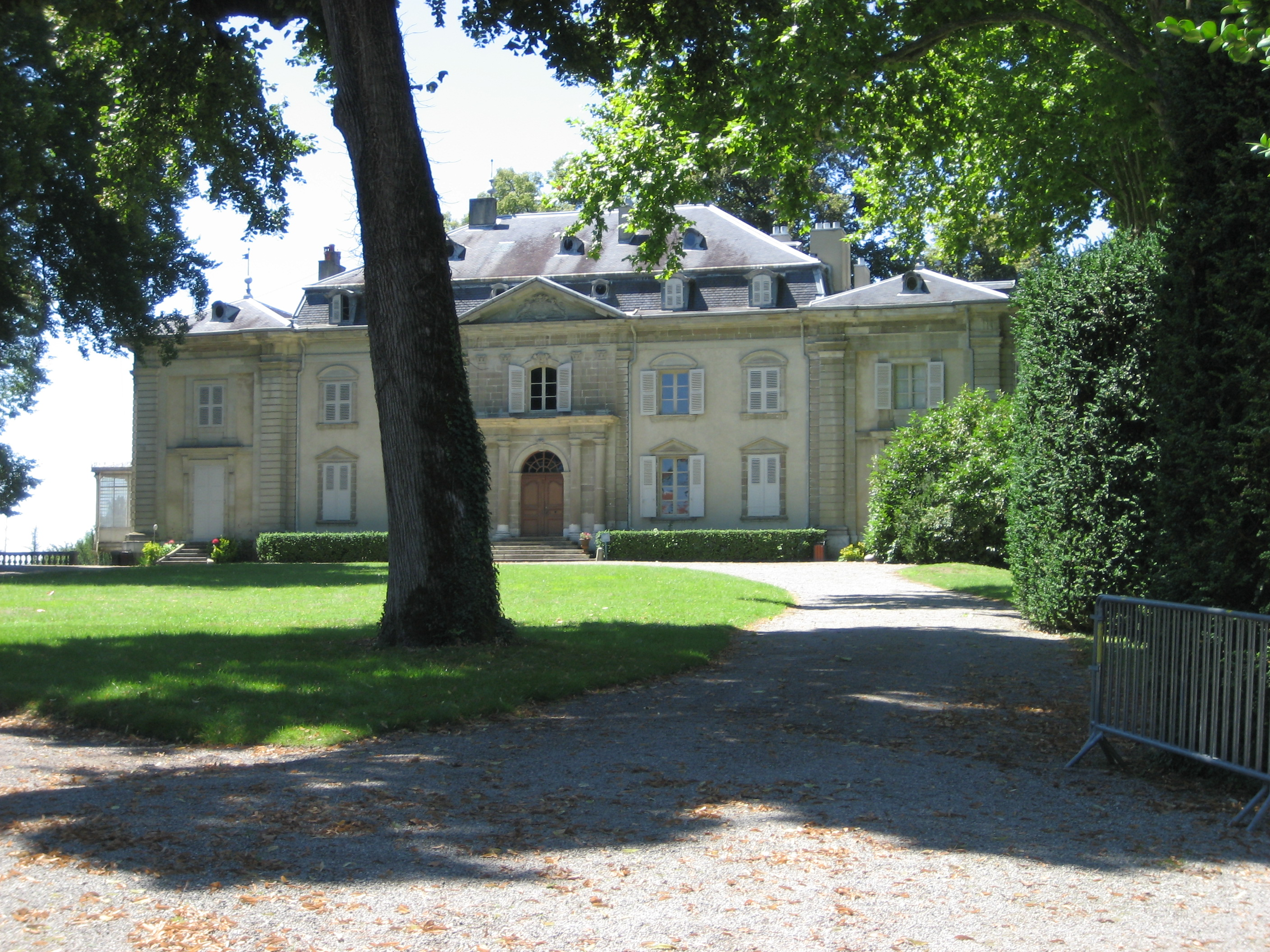
القصر الريفي الذي كان فولتير يملكه في مقاطعة فيورني بفرنسا.

وبدءًا من عام 1762، بدأ فولتير دفاعه عمن يتعرضون للاضطهاد دون وجه حق، وربما تكون قضية جان كالاس أكثر القضايا التي تبناها شهرة. فقد تعرض هذا التاجر الذي ينتمي لكنيسة الإصلاح الفرنسية البروتستانتية إلى التعذيب حتى الموت في عام 1763 حيث تم اتهامه بقتل ابنه عندما أراد أن يتحول إلى المذهب الكاثوليكي. وتمت مصادرة أملاكه ونزع حضانة من تبقى من أبنائه من أرملته وإجبارهم على الدخول إلى أحد الأديرة. ونجح فولتير - الذي كان يرى في هذه القضية دليلاً واضحًا على الاضطهاد الديني - في إسقاط هذه التهمة عن كالاس في عام 1765.

### موت فولتير ودفنه
وفي فبراير من عام 1778، عاد فولتير للمرة الأولى خلال العشرين عامًا الأخيرة إلى باريس - مع آخرين - ليشهد افتتاح آخر أعماله التراجيدية وهي مسرحية Irene. وكان السفر الذي استغرق خمسة أيام شاقًا للغاية على العجوز الذي كان يناهز الثالثة والثمانين من عمره. واعتقد فولتير إنه على شفا الموت في الثامن والعشرين من فبراير، فكتب: «أنا الآن على شفا الموت وأنا أعبد الله، وأحب أصدقائي، ولا أكره أعدائي، وأمقت الخرافات.» وبالرغم من ذلك، فقد تماثل للشفاء وشهد في شهر مارس عرضًا لمسرحيته Irene تم استقباله خلاله استقبال البطل الذي عاد أخيرًا إلى وطنه. ولكن، سرعان ما مرض فولتير ثانيةً وتوفي في الثلاثين من مارس في عام 1778. وفي لحظات احتضاره على فراش الموت، عندما طلب منه القسيس أن يتبرأ من الشيطان ويعود إلى إيمانه بالله، يقال أن إجابته كانت: «لا وقت لدي الآن لأكتسب المزيد من العداوات.» ويقال أيضًا إن كلماته الأخيرة كانت: «كرمى لله، دعني أرقد في سلام.»

وبسبب انتقاده المعروف للكنيسة الذي رفض أن يتراجع عنه قبل وفاته، لم يتم السماح بدفن فولتير وفقًا للشعائر الكاثوليكية. وعلى الرغم من ذلك، فقد تمكن أصدقاؤه من دفن جثمانه سرًا في إحدى الكنائس الكبيرة في مقاطعة شامبانيا المعروفة باسم Scellières قبل أن يتم الإعلان رسميًا عن قرار منع الدفن. وقد تم تحنيط قلبه ومخه بشكل منفصل. وفي يوليو من عام 1791، اعتبرته الجمعية الوطينة الفرنسية (the National Assembly) واحدًا ممن بشروا باندلاع الثورة الفرنسية، وتمت استعادة رفاته للاحتفاظ بها في البانثيون - مقبرة عظماء الأمة - تكريمًا له. وتم الاحتفال بنقل رفات فولتير احتفالاً ضخمًا بوجود أوركسترا كاملة، وتضمّنت المقطوعات الموسيقية التي تم عزفها مقطوعة للمؤلف الموسيقي أندريه جريتري - تم تأليفها خصيصًا احتفالاً بهذه المناسبة؛ تلك المقطوعة التي تم تخصيص جزء منها لآلة النفخ المعروفة باسم "tuba curva". ويعود أصل هذه الآلة إلى العصر الروماني حيث كانت تعرف باسم cornu، وكانت هذه الآلة قد تمت إعادة استخدامها في ذلك الوقت تحت هذا الاسم الجديد. 

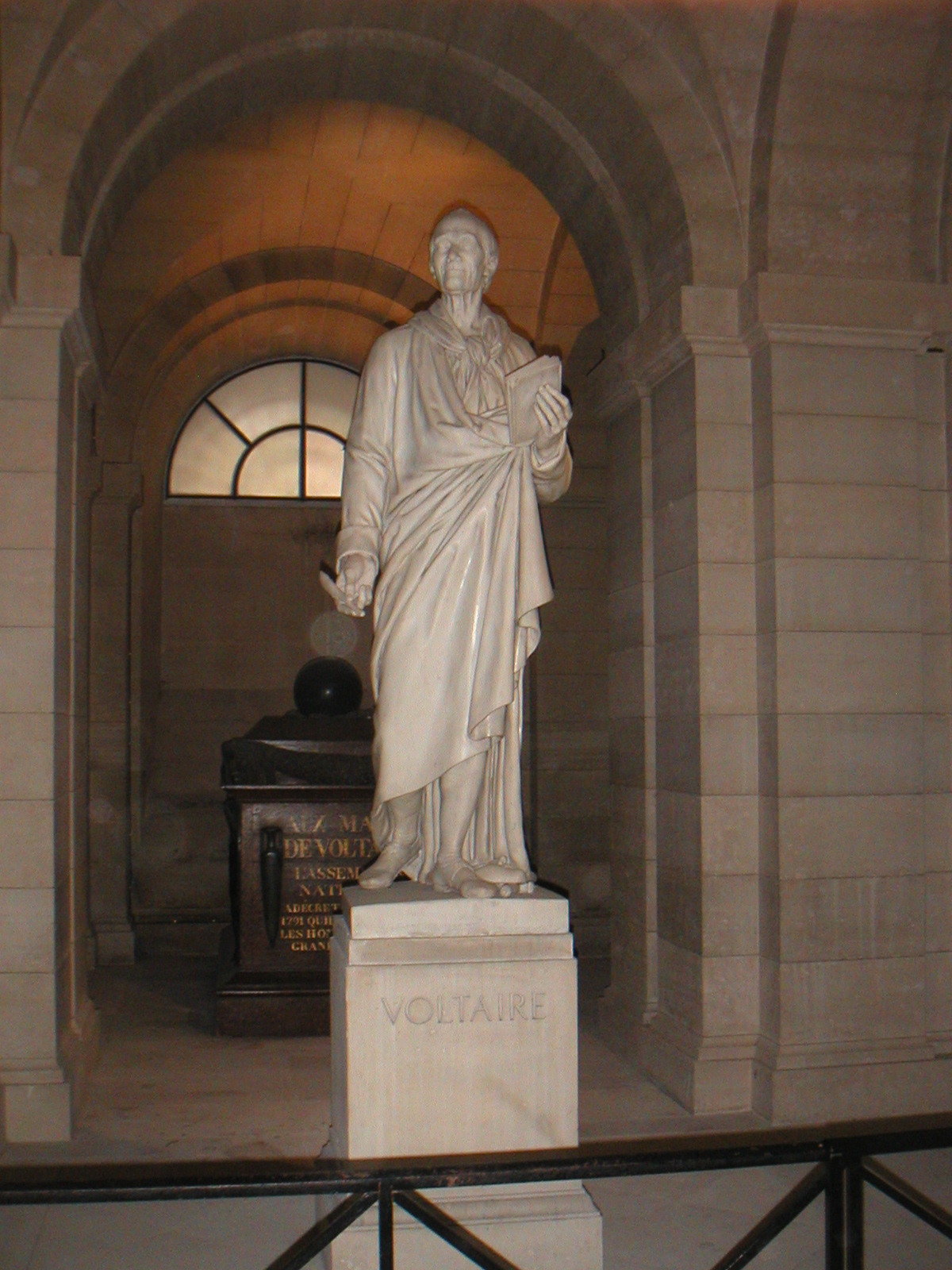
قبر فولتير في البانثيون في باريس.

 وهناك إحدى القصص غير الحقيقية التي تتردد باستمرار عن أن ما تبقى من رفات فولتير قد تعرض للسرقة من قبل أحد المتعصبين الدينيين في عام 1814 أو عام 1821 أثناء عملية الترميم التي تمت لمقبرة البانثيون وإلقائه في كومة من أكوام القمامة.

## كتابات فولتير

### الشعر
في سنوات عمره المبكرة، ظهرت موهبة فولتير الشعرية وكانت أول أعماله المنشورة من الشعر. وكتب فولتير قصيديتين طويلتين؛ وهما Henriade و The Maid of Orleans بالإضافة إلى العديد من المقطوعات الشعرية الأخرى الأصغر حجمًا.
وكانت قصيدة The Henriade مكتوبة بشكل يحاكي أعمال فيرجيل مستخدمًا في كل مقطع يتكون من بيتين ذلك النمط من الأوزان الشعرية المعروف باسم Alexandrine والذي أدخل عليه بعض التعديلات التي جعلته مملاً ولك من أجل أن يناسب الصياغة الدرامية للعمل. وافتقرت القصيدة التي كتبها فولتير إلى الحماس للموضوع وفهمه؛ وهما الأمران اللذان أثرا سلبًا على جودة القصيدة. أما القصيدة المعروفة باسم La Pucelle فهي - على الجانب الآخر - عمل محاكاة ساخر هاجم فيه فولتير بعض المفاهيم الدينية والتاريخية. وتعتبر أعمال فولتير الأخرى - ثانوية الأهمية - بوجه عام أفضل من هذين العملين من الناحية الفنية.

### النثر

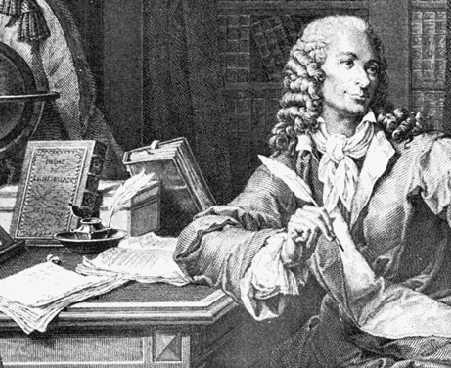
فولتير في قصر سانسوسي التابع لفريدريك الأكبر.صورة محفورة من إبداع بيير شارل باكوي

. تنتمي الكثير من أعمال فولتير التي صاغها على هيئة النثر والقصص النثرية الخيالية - والتي جاءت عادةً على هيئة كتيبات - إلى فن الجدل والمناظرة. فقد كانت قصته المعروفة باسم كانديد تهاجم التفاؤل الديني والفلسفي بينما كان عمله المعروف باسم الرجل ذو الأربعين دينارا يهاجم بعض الأساليب الاجتماعية والسياسية التي كانت سائدة في ذلك العصر. أما رواية فولتير المعروفة باسم صادق وغيرها من أعماله، فقد هاجم فيها الأفكار التي يتم تناقلها عبر الأجيال والخاصة بالقيم والمبادئ التي تقوم عليها العقيدة الأرثوذكسية بينما كان هدفه من كتابة بعض هذه الأعمال هو السخرية من الكتاب المقدس. وفي هذه الأعمال، يتضح أسلوب فولتير الساخر - البعيد عن المبالغة - ويتضح بوجه خاص التحفظ والبساطة في المعالجة اللفظية لهذه الأعمال.ويمكن اعتبار أن روايته القصيرة كانديد بوجه خاص هي أفضل النماذج على أسلوبه الأدبي. ولفولتير الفضل - مثلما هو الحال مع جوناثان سويفت - في تمهيد الطريق في دنيا الأدب لاستخدام السخرية الفلسفية في أدب الخيال العلمي خاصةً في قصته القصيرة المعروفة باسم Micromégas.
وتشترك كتابات فولتير الأدبية مع أعماله الأخرى في استخدامها بوجه عام لأسلوب النقد بالإضافة إلى التنوع في الموضوعات التي يتناولها. فقد كان يسبق كل أعماله الأساسية - سواءً التي كتبها في قالب شعري أو نثري - تمهيد من نوع أو آخر يمكن اعتباره نموذجًا لنبرة السخرية اللاذعة التي تميز أعماله والتي لم تمنعه من استخدام تلك اللغة العادية المستخدمة في أحاديث الناس. وفي عدد كبير من الكتيبات والكتابات التي لا تتميز بخصائص معينة تفردها عن غيرها من الكتابات، تظهر مهارات فولتير في الكتابة الصحفية. وفي مجال النقد الأدبي الصرف، يمكن اعتبار أن عمله الرئيسي في هذا المجال هو Commentaire sur Corneilleبالرغم من إنه قد قام بكتابة العديد من الأعمال الأخرى المشابهة له  –  أحيانًا (كما هو الحال في عمله المعروف باسم Life and notices of Molière) بصورة مستقلة وأحيانًا أخرى كجزء من عمله المعروف باسم Siècles.
وتتكرر كلمة "l'infâme" وكذلك تعبير écrasez l'infâme أو «سحق العار الذي يلحق بالأشخاص». في أعمال فولتير؛ وخاصةً في خطاباته الخاصة. وتشير العبارة إلى تلك الإساءات التي تلحق بالناس من أفراد الأسرة المالكة ورجال الدين الذين كان فولتير يراهم في كل مكان من حوله، وكذلك إلى الخرافات وعدم التسامح الذين زرعهما رجال الدين في نفوس الناس. وقد شعر فولتير بهذه المؤثرات في العديد من الأحداث التي مرت في حياته مثل: المنفى، ومصادرة كتبه، والمعاناة البشعة التي مر بها كل منكالاس و لابري.
وأشهر التعليقات التي يتم تناقلها عن فولتير مشكوك في صحته. فالعبارة التالية قد نسبت بشكل خاطئ إلى فولتير «قد أختلف معك في الرأي ولكنني على استعداد أن أموت دفاعًا عن رأيك.» ولم يكن فولتير هو من قال هذه الكلمات، ولكن قائلتها هي إيفلين بياتريس هول التي كانت تكتب تحت اسم مستعار وهو S. G. Tallentyre وذلك في عام 1906 في كتاب السيرة الذاتية الذي قامت بإصداره تحت عنوان The Friends of Voltaire . وقد قصدت هول بعبارتها أن تلخص بكلماتها موقف فولتير تجاه كلود ادريان هلفتيوس وكتابه الذي أثار جدلاً كبيرًا وهو De l'esprit ولكن نسب هذا التعبير الذي صاغته بكلماتها بشكل خاطئ إلى فولتير. وعبر ما قالته عن مضمون موقف فولتير من هلفتيوس. ويقال أنها قد استوحت كلماتها من أحد التعليقات التي تم العثور عليها في عام 1770 في أحد خطابات فولتير إلى Abbot le Roche والتي يروى إنه قد قال فيها: «أنا أمقت ما تكتب، ولكنني على استعداد تام لأن أضحي بحياتي من أجل أن تستمر في الكتابة.» وبالرغم من ذلك، فإن الدارسين يعتقدون في وجود نوع من أنواع سوء الفهم لأن لا يبدو أن مثل هذا الخطاب يحتوي على أي تعليق من هذا النوع.  
ويعتبر أكبر الأعمال الفلسفية التي أنتجها فولتير هو Dictionnaire philosophique الذي يحتوي على مقالات قدمها فولتير للنشر في Encyclopédie وكذلك العديد من أعماله الأخرى ثانوية الأهمية. وقد تم تخصيصها لانتقاد المعاهد السياسية الفرنسية، وأعداء فولتير الشخصيين، والكتاب المقدس، والكنيسة الرومانية الكاثوليكية.
ومن بين العديد من الأهداف الأخرى، انتقد فولتير السياسة الاستعمارية الفرنسية في أمريكا الشمالية، وعمل على الحط من قدر المنطقة الشاسعة المعروفة باسم ولاية فرنسا الجديدة بوصفها بإنها «مساحة ضئيلة تكسوها الثلوج» أو ("quelques arpents de neige").

### رسائل فولتير
كذلك، كتب فولتير عددًا هائلاً من المراسلات الخاصة في الفترة التي عاشها تبلغ إجمالاً أكثر من عشرين ألفًا من الرسائل. وتظهر شخصية فولتير في الخطابات التي كتبها: ففيها تظهر الحيوية التي يتمتع بها وتعدد الجوانب والبراعات في شخصيته وقدرته على التملق التي لا يتردد في استخدامها وسخريته قاسية القلب ومقدرته المهنية المجردة من المبادئ الخلقية وتصميمه على الخداع والتحريف في أي اتجاه يرى فيه مصلحته أو يستطيع به الهروب من أعدائه.

## فلسفة فولتير

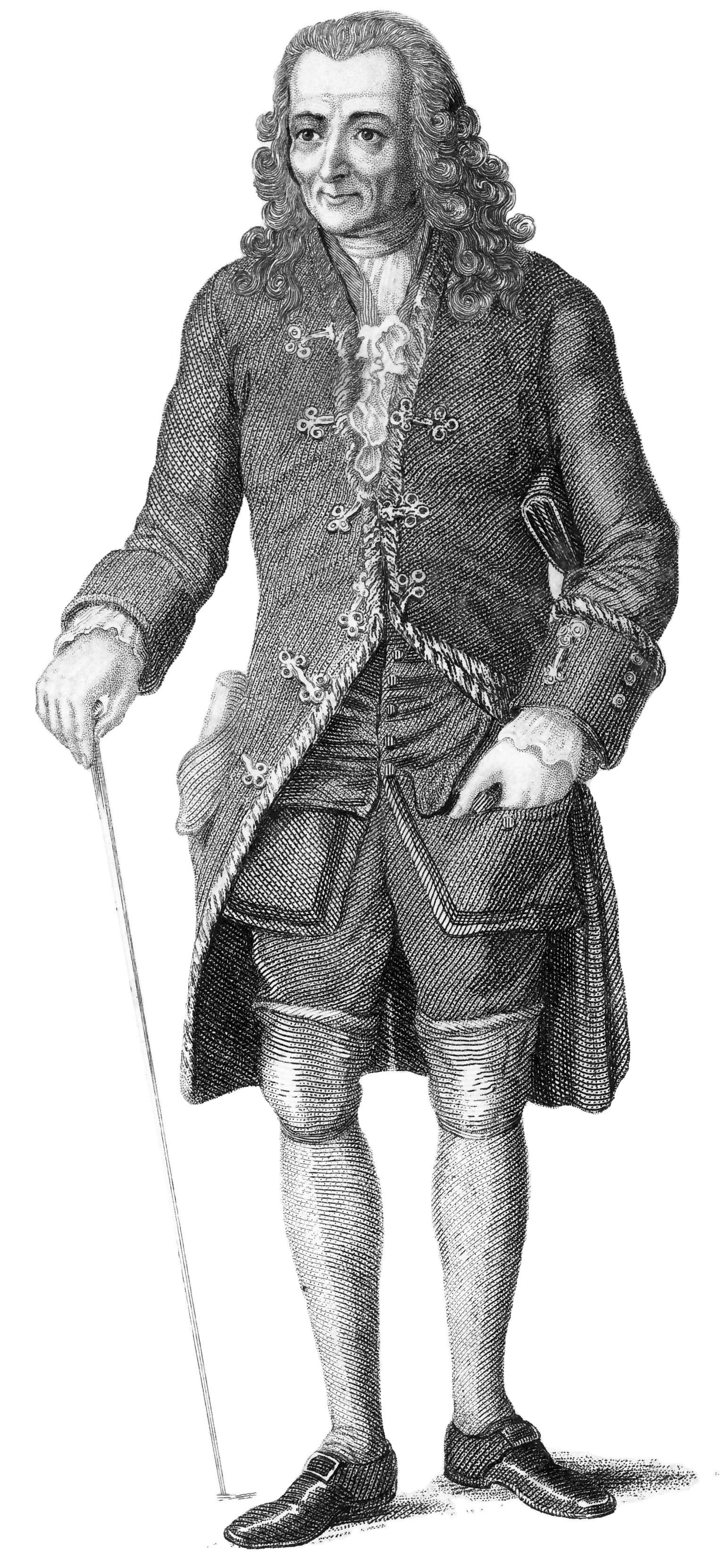
فولتير في سن السبعين في لوحة باستخدام فن الحفر موجودة في النسخة التي صدرت في عام 1843 من كتابه Philosophical Dictionary.

### الدين
بالرغم من الاعتقاد الخاطئ للبعض في أن فولتير كان ملحدًا، فقد كان في حقيقة الأمر يشترك في الأنشطة الدينية كما قام ببناء كنيسة صغيرة في قريته التي اشتراها في فيرني. ويكمن السبب الرئيس في هذا الاعتقاد الخاطئ في أحد الأبيات التي وردت في قصيدة له (وكانت القصيدة بعنوان "Epistle to the author of the book, The Three Impostors") (رسالة إلى مؤلف الكتاب: المدّعين الثلاثة). ويمكن ترجمة البيت إلى: «إذا كان الله غير موجود، فسيكون من الضروري أن نختلق نحن واحداً.» وتظهر القصيدة الكاملة التي ينتمي إليها هذا البيت انتقاده الذي كان ينصب بدرجة أكبر على تصرفات المؤسسات الدينية أكثر منه على مفهوم الدين في حد ذاته.
وكحال الكثيرين من الشخصيات البارزة التي عاشت أثناء عصر التنوير الأوروبي، اعتبر فولتير نفسه مؤمنًا بمذهب الربوبية. فقد كان لا يعتقد في أن الإيمان المطلق بالله يحتاج إلى الاستناد على أي نص ديني محدد أو فردي أو على أي تعاليم تأتي عن طريق الوحي. وفي حقيقة الأمر، كان كل تركيز فولتير ينصب على فكرة أن الكون قائم على العقل واحترام الطبيعة؛ وهي الفكرة التي عكست الرأي المعاصر له والذي كان يعتقد في وحدة الوجود. وقد نالت هذه الفكرة حظًا وافرًا من الرواج بين الناس خلال القرنين السابع عشر والثامن عشر وكتب لها الاستمرار في الوجود في شكل من أشكال الربوبية المعروفة في عصرنا الحالي باسم "Voltairean Pantheism" «وحدة الوجود من منظور فولتير.»
وكتب فولتير متسائلاً: "ما الإيمان؟" فهل هو أن نؤمن بما نستطيع أن نراه واضحًا أمام أعيننا؟ لا، فمن الواضح تمامًا لعقلي إنه من الضروري وجود كيان خالد رفيع المنزلة عاقل ذكي. فالأمر عندي لا علاقة له بالإيمان، ولكنه مرتبط بالعقل."
وفيما يتعلق بالنصوص الدينية، قام أحد مؤلفي القرن الواحد والعشرين بتلخيص رأي فولتير في الكتاب المقدس [من؟]
```
عندما قال إنه أولاً مرجع قانوني و/أو أخلاقي عفا عليه الزمن. وثانيًا، هو بوجه عام نوع من أنواع الاستعارة اللغوية، ولكنها استعارة تحمل في طياتها القدرة على أن تعلمنا دروسًا مفيدة. وثالثًا، هو عمل من صنع الإنسان، وليس هبة إلهية. ولم تستطع هذه المعتقدات أن تمنع فولتير من ممارسة الطقوس الدينية بالرغم من إنها قد أكسبته سوء السمعة في أوساط المنتمين إلى 
الكنيسة الكاثوليكية
. وجدير بالذكر أن فولتير كان يشكل - بحق - مصدرًا للإزعاج للعديد من المؤمنين، وأن أفكاره كانت معروفة للجميع وفي كل البلاد. فقد كتب 
فولفغانغ أماديوس موزارت
 إلى والده خطابًا في السنة التي توفي فيها فولتير قال فيه: «أخيرًا رحل عن العالم أكبر الأوغاد.»
[
30
]
```

وانتقد فولتير رسول الإسلام محمد بن عبد الله. فمسرحيته المعروفة باسم النبي محمد Le fanatisme, ou Mahomet le Prophète قام بكتابتها "ليهاجم مؤسس العقيدة الزائفة والهمجية". كذلك، وصف فولتير الرسول محمد بأنه "كاذب"، ولكن آراء فولتير عن الإسلام في الخطاب الذي قام بإرساله إلى البابا بنديكت الرابع عشر والذي قام بكتابته في باريس في 17 أغسطس في عام 1745 كانت أكثر إيجابية، فقد وصف فولتير الرسول محمد بأنه رسول "ديانة تتسم بالحكمة والصرامة والعفاف والإنسانية". كما تحدث عنه كالتالي: "واضع شريعة المسلمين رجل رهيب ذو سطوة استطاع أن يفرض تعاليمه على اتباعه بالاستبسال في القتال وبحد السيف"."
وقال مخاطباً رجال الدين في الكنسية: «لقد قام الرسول بأعظم دور يمكن للإنسان أن يقوم به على الأرض وإن أقل مايُقال عن محمد أنه قد جاء بكتاب وجاهد، والإسلام لم يتغير قط أما أنتم ورجال دينكم فقد غيرتم دينكم عشرين مرة»
ومن تلك الأعمال التي قام فولتير بترجمتها والتي تظهر فيها أفكار الكونفشيوسية وتلك المبادئ التي تنادي بالتقيد الحرفي أو المفرط بالقانون أو بشرع ديني أو أخلاقي، استقى معلوماته عن المفاهيم الصينية في مجالي السياسة والفلسفة (والتي قامت على مبادئ عقلية)، وقد قام فولتير بذلك بغرض المقارنة بعين ناقدة بينها وبين المؤسسات الدينية الأوروبية وكذلك النظام الارستقراطي الموروث. [بحاجة لمصدر]
وهناك قصة لم يتم التأكد من صحتها تتعلق بشراء Geneva Bible Society لمنزل فولتير الذي يقع في فيورني لاستخدامه في طباعة الكتاب المقدس. ولكن، يبدو أن مصدر هذه القصة هو ذلك التقرير السنوي - الذي تمت إساءة فهمه - الصادر في عام 1849 عن American Bible Society (وهي مجموعة تأسست عام 1816 بهدف نشر وتوزيع وترجمة الكتاب المقدس). وتملك وزارة الثقافة الفرنسية الآن قصر فولتير وتتولى إدارته.

### الماسونية
دخل فولتير في عضوية المنظمة الماسونية قبل وفاته بشهر واحد. ففي الرابع من أبريل من عام 1778، ذهب فولتير برفقة بنيامين فرانكلين إلى المحفل الماسوني الشهير La Loge des Neuf Soeurs في باريس بفرنسا وأصبح برتبة مبتدئ. وربما يكون قد أقدم على هذه الخطوة لإرضاء فرانكلين فقط. 

## الإرث الذي خلفه فولتير
|تمثال نصفي لفولتير من إبداع النحات الفرنسي - جان انطوان هودون - الذي ينتمي إلى المدرسة الكلاسيكية الحديثة. كان فولتير يرى أن البرجوازيين الفرنسيين قليلو العدد ولا تأثير لهم في الحياة الفرنسية. أما الطبقة الأرستقراطية فقد كان يعتقد أنها طبقة طفيلية فاسدة. وكان فولتير يرى أن عامة الشعب يتميزون بالجهل ويؤمنون بالخرافات بينما اعتبر الكنيسة عبارة عن قوة راكدة تفيد فقط في موازنة القوى الأخرى حيث أن «الضريبة الدينية» أو ضريبة العشر قد ساعدت في دعم الثوريين. وكان فولتير لا يثق في الديمقراطية لأنه رأى إنها تعمل على الترويج لحماقات العامة والدهماء. وبالنسبة لفولتير، يكون الملك المستنير أو الشخص المستنير المنفرد بالحكم - والذي يسمع لنصح الفلاسفة (الفيلسوف) من أمثال فولتير - هو الوحيد القادر على أن يغير في مجريات الأمور لأنه من المصلحة المنطقية للملك أن يقوم بدفع القوة والثروة التي يتمتع بهما رعاياه وأبناء مملكته إلى الاتجاه الأفضل. وبصورة أساسية، كان فولتير يعتقد أن الاستبداد المستنير هو مفتاح التقدم والتغيير.
وتعتبر أكثر الأعمال الباقية في ذاكرة التاريخ لفولتير هي روايته القصيرة Candide ou l'Optimisme [Candide, or Optimismالتي كتبها في عام 1759] بهدف الانتقاد الساخر لفلسفة التفاؤل. وقد كانت الرواية موضع اعتراض الرقابة على المطبوعات، فأدّعى فولتير مازحًا أن المؤلف الحقيقي للقصة هو Captain Demad - أخ مزعوم لفولتير - في خطاب قام بإرساله إلى Journal encyclopedique أعاد فيه التأكيد على المواقف العقلية الجدلية التي وردت في النص الذي كتبه.
واشتهر فولتير بالعديد من الأقوال المأثورة البارزة مثل: "Si Dieu n'existait pas, il faudrait l'inventer" («إذا كان الله غير موجود، فسيكون من الضروري أن نختلق نحن واحدًا») وهي الجملة التي وردت في رسالة شعرية في عام 1768 - ووجهها فولتير إلى المؤلف المجهول لذلك العمل الذي أثار قدرًا هائلاً من الجدل وهو  The Three Impostors .
وقد قامت فرنسا بتخليد ذكرى فولتير وتكريمه كواحد من الرواد الشجعان لفن الجدل والمناظرة قام بالدفاع المستمر عن الحقوق المدنية  –  والحق في الحصول على محاكمة عادلة وحرية العقيدة. كذلك،  –  استنكر فولتير بشدة النفاق والظلم الذين كان يتصف بهما الحكم الأرستقراطي . وكان الحكم الأرستقراطي يفرض ميزانًا غير عادل فيما يتعلق بالقوى وبالضرائب بين السلطة (الطبقة الاجتماعية) الأولى المتمثلة في رجال الدين، والسلطة الثانية المتمثلة في طبقة النبلاء، والسلطة الثالثة المتمثلة في العامة وأفراد الطبقة الوسطى؛ والذين كانوا يرزحون تحت وطأة معظم الضرائب التي يتم فرضها.
ولقد قام البعض من زملاء فولتير اللاحقين بالحط من قدره. فقد كان الكاتب الإسكتلندي الفيكتوري - توماس كارلايل - يعتقد أنه بالرغم من عدم وجود من يستطيع أن يباري فولتير في موهبته في الصياغة الأدبية، فإن أكثر أعماله إتقانًا لم تكن ذات قيمة من ناحية المضمون وإنه لم يستطع أبدًا أن يبدع فكرة خاصة به تنبع من داخله.
وبينما كان فولتير يأتي على ذكر الصين ومملكة سيام كنماذج للحضارات الذكية غير الأوروبية وينتقد بقسوة العبودية كان يؤمن أن اليهود «شعب جاهل وهمجي.»
وقد تم إطلاق اسم فيورني-فولتير على بلدة فيورني التي قضى فيها فولتير العشرين عامًا الأخيرة من حياته تخليدًا لذكرى أشهر من عاش فيها. أماقصره الريفي فقد تحول الآن إلى متحف.
وتم الحفاظ على المكتبة الخاصة بالأديب فولتير سليمة تمامًا في المكتبة الوطنية الروسية الموجودة في مدينة سانت بطرسبرغ في روسيا.
وفي عام 1916، وفي مدينة زيورخ قامت جماعة المسرح والأداء المسرحي - والتي شكلت فيما بعد بدايات الحركة الطليعية المعروفة باسم دادا (الدادانية) (حركة ثقافية انطلقت من زيورخ أثناء الحرب العالمية الأولى من أجل معاداة الحرب) - بإطلاق اسم Cabaret Voltaire على المسرح الذين يقدمون عروضهم فوق خشبته. وفي السنوات الأخيرة من القرن العشرين، قامت إحدى الفرق الموسيقية بإطلاق اسم ذلك المسرح على فرقتهم.
وتلعب شخصية فولتير دورًا مهمًا في سلسلة مكونة من أربعة روايات متعاقبة تاريخيا بعنوان The Age of Unreason كتبها مؤلف قصص الخيال العلمي والفانتازيا الأمريكي Gregory Keyes

## بيان بمؤلفات فولتير

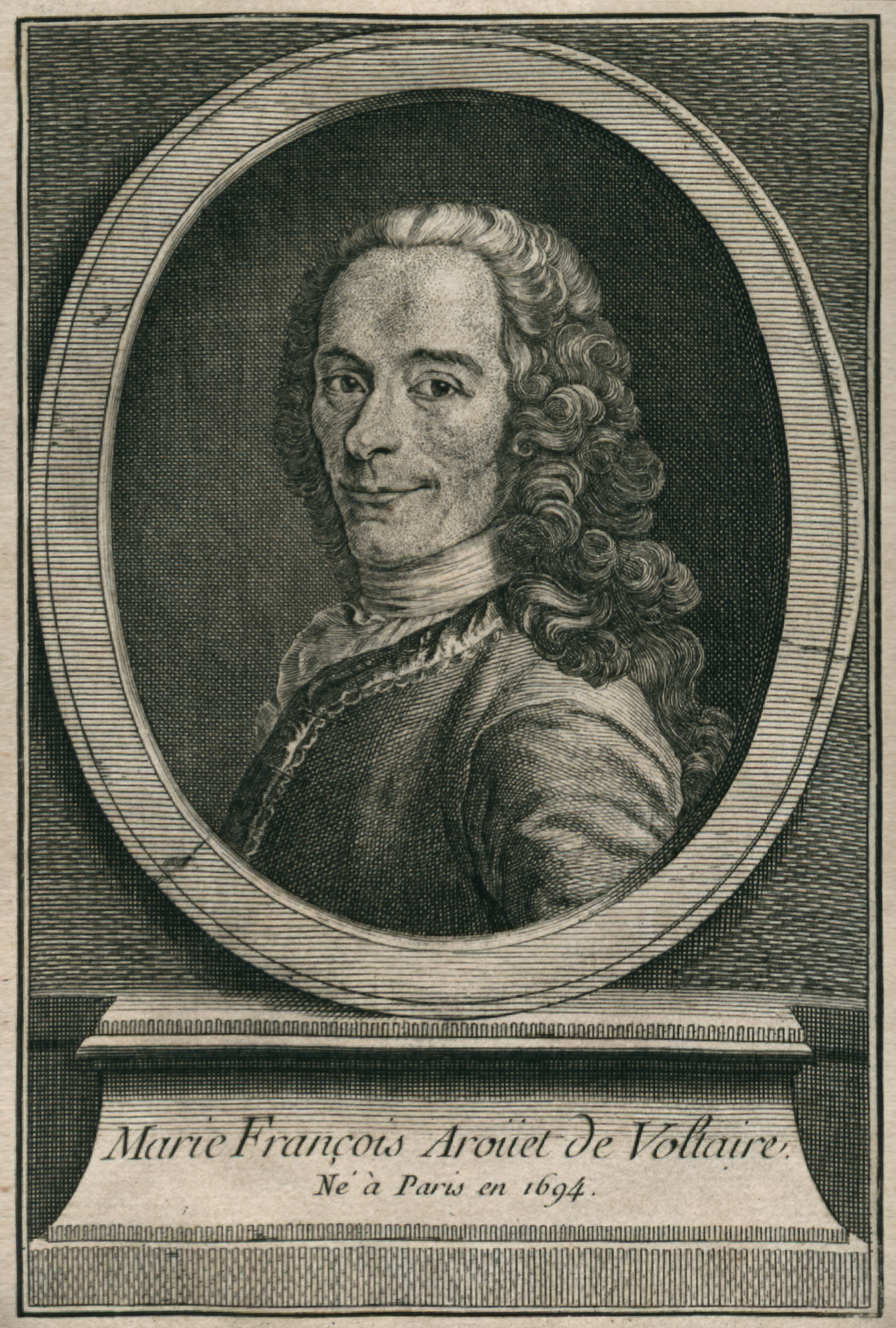
مؤلف "عناصر فلسفة نيوتن"، 1738

### الأعمال الرئيسية
- مجموعة من المقالات التي صاغها فولتير على هيئة خطابات وهي (Lettres philosophiques sur les Anglais) وقد تم نشرها في عام 1733، وتم تعديلها تحت اسم Letters on the English (حوالي عام 1778)
- العمل الشعري Le Mondain (الذي كتبه عام 1736)
- العمل الشعري Sept Discours en Vers sur lHomme (وكتبه فولتير في عام 1738)
- رواية Zadig (وقد قام فولتير بكتابتها في عام 1747)
- القصة القصيرة Micromégas (والتي كتبها فولتير في عام 1752)
- الرواية القصيرة Candide (التي قام فولتير بكتابتها في عام 1759)
- حكاية فلسفية بعنوانCe qui plaît aux dames (قام فولتير بكتابتها في عام 1764)
- مجموعة المقالات التي تحمل عنوان Dictionnaire philosophique (والتي قام فولتير بكتابتها في عام 1764)
- حكاية قصيرة هجائية بعنوان LIngénu (وقد قام فولتير بكتابتها في عام 1767)
- الحكاية الفلسفية La Princesse de Babylone (التي قام فولتير بتأليفها في عام 1768)
- رسالة منظومة شعرًا بعنوان Épître à lAuteur du Livre des Trois Imposteurs (والتي قام فولتير بتأليفها في عام 1770)
- مقالة «الخطر الفظيع للمطالعة»، 1765.

### المسرحيات
كتب فولتير عددًا من المسرحيات يتراوح ما بين خمسين وستين مسرحية، اشتملت على عدد من المسرحيات التي لم ينه كتابتها. ومن بين هذه المسرحيات:
- Œdipe (التي قام بتأليفها في عام 1718)
- Zaïre(التي قام بتأليفها في عام 1732)
- Eriphile(التي قام بتأليفها في عام 1732)
- Irène
- Socrates
- Mahomet
- Mérope
- Nanine
- The Orphan of China (وقدمها فولتير في عام 1755)[42]

### الأعمال التاريخية
- كتاب History of Charles XII, King of Sweden (والتي قام فولتير بكتابته في عام 1731)
- كتاب The Age of Louis XIV (الذي قام فولتير بتأليفه في عام 1751)
- كتاب The Age of Louis XV (الذي قام فولتير بتأليفه في الفترة ما بين عامي 1764 و1752)
- كتاب Annals of the Empire - Charlemagne, A.D. 742 - Henry VII 1313 الجزء الأول الذي قام بتأليفه في عام 1754)
- كتاب Annals of the Empire - Louis of Bavaria, 1315 to Ferdinand II 1631 الجزء الثاني (وقد قام فولتير بتأليفه في عام 1754)
- كتاب «تاريخ الإمبراطورية الروسية تحت حكم Peter the Great» وقد صدر الجزء الأول من هذا الكتاب في عام 1759 بينما صدر الجزء الثاني منه في عام 1763).

## وصلات خارجية
- فولتير على موقع IMDb (الإنجليزية)
- فولتير على موقع الموسوعة البريطانية (الإنجليزية)
- فولتير على موقع ميوزك برينز (الإنجليزية)
- فولتير على موقع قاعدة بيانات برودواي على الإنترنت (الإنجليزية)
- فولتير على موقع إن إن دي بي (الإنجليزية)
- فولتير على موقع ديسكوغز (الإنجليزية)
- فولتير على موقع قاعدة بيانات الفيلم (الإنجليزية)
- فولتير  على قاعدة بيانات الخيال التأملي على الإنترنت
- فولتير على موقع المكتبة المفتوحة (الإنجليزية)